# Fratrovci Ozaljski
Fratrovci Ozaljski falu Horvátországban, a Károlyváros megyében. Közigazgatásilag Ozalyhoz tartozik.

## Fekvése
Károlyvárostól 17 km-re, községközpontjától 4 km-re északnyugatra  fekszik.

## Története
A falunak 1857-ben 216, 1910-ben 183 lakosa volt. A trianoni békeszerződésig Zágráb vármegye Károlyvárosi járásához tartozott. 2011-ben 46 lakosa volt.

## Lakosság
| Lakosság változása | Lakosság változása | Lakosság változása | Lakosság változása | Lakosság változása | Lakosság változása | Lakosság változása | Lakosság változása | Lakosság változása | Lakosság változása | Lakosság változása | Lakosság változása | Lakosság változása | Lakosság változása | Lakosság változása | Lakosság változása |
| ------------------ | ------------------ | ------------------ | ------------------ | ------------------ | ------------------ | ------------------ | ------------------ | ------------------ | ------------------ | ------------------ | ------------------ | ------------------ | ------------------ | ------------------ | ------------------ |
| 1857               | 1869               | 1880               | 1890               | 1900               | 1910               | 1921               | 1931               | 1948               | 1953               | 1961               | 1971               | 1981               | 1991               | 2001               | 2011               |
| 216                | 202                | 192                | 198                | 191                | 183                | 169                | 177                | 196                | 191                | 164                | 147                | 114                | 107                | 66                 | 46                 |

## Nevezetességei
Keresztelő Szent János tiszteletére szentelt kápolnája. A kápolnát a pálosok építették a középkorban a település magaslati helyére. Az 1755-ös felújítás során kapta mai kinézetét. Egyhajós épület, téglalap alaprajzú épület, a hajónál szűkebb, lekerekített szentéllyel, négyzet alaprajzú sekrestyével és az oromzaton épített harangtoronnyal. A hajó áldongaboltozattal, a szentély félkupolával, a sekrestye pedig dongaboltozattal boltozott. A szentélyben levő oltár  17. századi.